# إدسون كورديرو
إدسون كورديرو (بالبرتغالية: Edson Cordeiro‏) هو مغني برازيلي، ولد في 9 فبراير 1967 في سانت أندري في البرازيل.

## وصلات خارجية
- إدسون كورديرو على موقع ميوزك برينز (الإنجليزية)
- إدسون كورديرو على موقع أول ميوزيك (الإنجليزية)
- إدسون كورديرو على موقع ديسكوغز (الإنجليزية)